# Kota Kinabalu International Airport

Kota Kinabalu International Airport (KKIA) (IATA: BKI, ICAO: WBKK) är en internationell flygplats som ligger 8km utanför regionens huvudstad Sabah i Malaysia. 
Flygplatsen kärnar som hub för AirAsia, Malaysian Airlines och MASWings.